# Vîșci Lubeankî, Zbaraj
Vîșci Lubeankî (în ucraineană Вищі Луб'янки) este localitatea de reședință a comunei Vîșci Lubeankî din raionul Zbaraj, regiunea Ternopil, Ucraina.

## Demografie
Componența lingvistică a localității Vîșci Lubeankî
     Ucraineană (97,83%)
     Rusă (2,17%)
Conform recensământului din 2001, majoritatea populației localității Vîșci Lubeankî era vorbitoare de ucraineană (97,83%), existând în minoritate și vorbitori de rusă (2,17%).